# Theridion intritum
Theridion intritum är en spindelart som först beskrevs av Bishop och Crosby 1926.  Theridion intritum ingår i släktet Theridion och familjen klotspindlar. Inga underarter finns listade i Catalogue of Life.